# 山口一久
山口 一久（やまぐち かずひさ、1949年10月10日 - ）は、日本の地方公務員。東京都知事本局長や、東京都副知事を経て、東京都競馬代表取締役社長、日本宝くじ協会理事長。

## 経歴
東京都出身。1973年明治大学政治経済学部卒業、1968年東京都庁入庁。
2000年 東京都生活文化局国際部長、2001年 東京都知事本部政策部長、2002年 東京都産業労働局総務部長、2003年 東京都大学管理本部長、2004年東京都主税局長、2005年 東京都知事本局長。2007年 東京都副知事。
2009年東京都福祉保健財団理事長、2011年 東京都競馬代表取締役社長、大井興業株式会社代表取締役会長、東京サマーランド代表取締役会長、東京倉庫代表取締役会長。2019年東京都競馬相談役。2020年、瑞宝中綬章受章。のち、日本宝くじ協会理事長。